# دولیتل (آلبوم)
دولیتل (به انگلیسی: Doolittle) دومین آلبوم گروه آلترنیتیو راک امریکایی، پیکسیز است که در سال ۱۹۸۹ توسط ناشر ۴ای‌دی منتشر شد. این آلبوم از یک درون‌مایه غیرمعمول و سیاه، از جمله اشاره‌هایی به سورئالیسم، خشونت انجیلی، شکنجه و مرگ برخوردار است. دولیتل اولین آلبوم بین‌المللی پیکسیز محسوب می‌شود که الکترا رکوردز آن را در ایالات متحده و پلی‌گرم در کانادا توزیع کرده‌اند. این آلبوم در جداول موسیقی بریتانیا به رتبه ۸ دست یافت که یک موفقیت غیرمنتظره برای پیکسیز محسوب می‌شد. از این آلبوم همواره به عنوان یکی از برترین آلبوم‌های تاریخ موسیقی راک نام برده می‌شود.